# Озерки (Рузаевский район)
Озерки — деревня в Рузаевском районе Республики Мордовия. Входит в Палаевско-Урледимское сельское поселение.
Деревня расположена на реке Урляй в 15 км к юго-западу от Рузаевки и в 37 км от центра Саранска.

## История
Первые документированные данные о деревне Озерки относятся к первой четверти XVIII века. Ревизские сказки, составленные во время первой подушной переписи податного населения Российской империи в 1719—1727 годах, включают перепись «мужеска полу душ» по деревне Озерки: «1719-го июня в … день по указу великого государя царя и великого князя Петра Алексеевича всеа великия и малыя и белыя Росии самодержца в Саранску в канцелярии перед лантратом Лвом Федоровичем Аристовым Саранского уезду Завального стану деревни Озеров стольника Андрея Ивановича Бахметева староста Прокофей Исаев, выборной Илья Иванов, деревни Чебудас староста Прокофей Иванов со крестьяны безо всяких утайки, невзирая ни на какие старые и на новые о дворовом силе поголовные переписи, но учиняя сами переписку правдивую, сказали: за помещиком нашим в вышеозначенной деревне Озерках…» (РГАДА, Ф. 350. Оп. 2. Д. 2903, Л. 887—887 об., 888). Согласно «Книге переписной» (1722—1727 годы), в деревне Озерки насчитывалось восемь дворов.
В «Списке населённых мест Пензенской губернии» (1869) Озерки — деревня владельческая по правую сторону проселочного тракта от г. Инсара в г. Саранск. В деревне насчитывалось 76 дворов, жителей мужского пола — 384, а женского — 407.
В XVIII—XIX веках владели Озерками дворяне Бахметевы. В 1902 году деревня Озерки числилась за помещицей Евгенией Николаевной Фокиной. В Озерках располагалась помещичья усадьба. Последний известный помещик  — Александр Алексеевич Фокин, покинул деревню во время революционных событий в России.
Церкви в Озерках не было. Жители Озерок являлись прихожанами церкви Казанской иконы Божией Матери в с. Починки Починковской волости Инсарского уезда. Починки находились в трех верстах от Озерок. Усопших погребали на отдельном участке Починковского кладбища. Только в 1930-х годах в Озерках появилось свое кладбище.
В годы Первой мировой войны в Озерки были эвакуированы несколько семей малоросов из Гродненской губернии: Валюнтики, Казаки, Стельмашуки, Юрасюки (Кобринский уезд, Дружиловичской волости, д.Трилиски) и Михальчуки (Кобринский уезд, Дружиловичской волости, д.Березляны).
За годы Великой Отечественной войны погибли и пропали без вести около шестидесяти уроженцев деревни. Имена многих из них запечатлены на обелиске воинам-землякам, погибшим в годы Великой Отечественной войне 1941—1945 гг. в селе Палаевка Рузаевского района. Ратные подвиги многих уроженцев Озерок были отмечены орденами и медалями.
В 2016 году на сайте "Одноклассники" было создано сообщество по изучению истории деревни Озерки, объединяющее более 110 уроженцев деревни и потомков озерковцев (данные на июнь 2024 года).

## Владельцы Озерок
1719 год - упоминание первого известного владельца Озерок - стольника Андрея Ивановича Бахметева (1-я Ревизская сказка). 
1722-после 1750-е годы - племянник первого владельца Озерок Андрея Ивановича Бахметева - Александр Степанович Бахметев.
1750-е-сер.1760-х годов - совладельцы Озерок Алексей Александрович и Иван Александрович Бахметевы, сыновья Александра Степановича Бахметева.
Сер.1760-х - после 1805 года - после раздела с братом Алексеем Александровичем, владельцем Озерок стал Иван Александрович Бахметев.
Ок.1811-1842 - Озерками владела Анна Федоровна Голицына, урожд.Бахметева (1799-1842).
1842-ок.1856 - супруг Анны Федоровны Голицыной (Бахметевой) - Николай Федорович Голицын (1789-27.12.1860).
1856-1884 - родной брат Анны Федоровны Голицыной (Бахметевой) - Николай Федорович Бахметев (1798-03.03.1884).
1902 год - владелицей Озерок упомянута Евгения Николаевна Фокина.
?-1917 - последний помещик Озерок Александр Алексеевич Фокин (ок.1867-?).

## Территориально-административное отношение
В XVII веке этими землями ведал Приказ Казанского дворца. В 1708—1719 годах Саранский уезд находился в составе Азовской губернии. Во время первой ревизии при Петре I, территориально-административно деревня находилась в составе Завального стана Саранского уезда Казанской губернии (с 1719 года).  15.09.1780 года было учреждено Пензенское наместничество, в состав которого вошли земли бывшей Пензенской провинции Казанской губернии. Одновременно был образован в составе этого наместничества Инсарский уезд, к которому была отнесена и деревня Озерки. В 1796 году Пензенское наместничество было преобразовано в Пензенскую губернию, которая просуществовала несколько месяцев, до весны 1797 года. В 1801 году Пензенская губерния была восстановлена. В 1861 году было введено волостное деление и деревня Озерки была отнесена к Починковской волости Инсарского уезда.

## Население
| 2002 | 2010 |
| ---- | ---- |
| 47   | ↘28  |

## Известные уроженцы села
Давыдов Михаил Семенович (1.11.1925-29.06.2023), — ветеран Великой Отечественной войны, летчик. В качестве штурмана экипажа участвовал в Берлинской операции.